# San Felice del Molise
San Felice del Molise är en ort och kommun i provinsen Campobasso i regionen Molise i Italien. Kommunen hade 603 invånare (2018).